# Nicole Struse
Nicole Struse (née le 31 mai 1971 à Haan) est une pongiste allemande, championne d'Europe en 1996.
Elle a remporté le Top 12 européen de tennis de table en 2004, et a représenté son pays à quatre reprises lors des Jeux olympiques, entre 1992 et 2004. Elle a atteint les quarts de finale en 1996 à Atlanta, et le troisième tour en double en 2004 à Athènes. Elle remporte le championnat d'Allemagne en double en 2006 avec Wu Jiaduo.
Elle remporte le titre européen en simple en 1996, ainsi qu'en double et par équipes en 1996 et 1998.